# Olof-Palme-Friedensmarsch

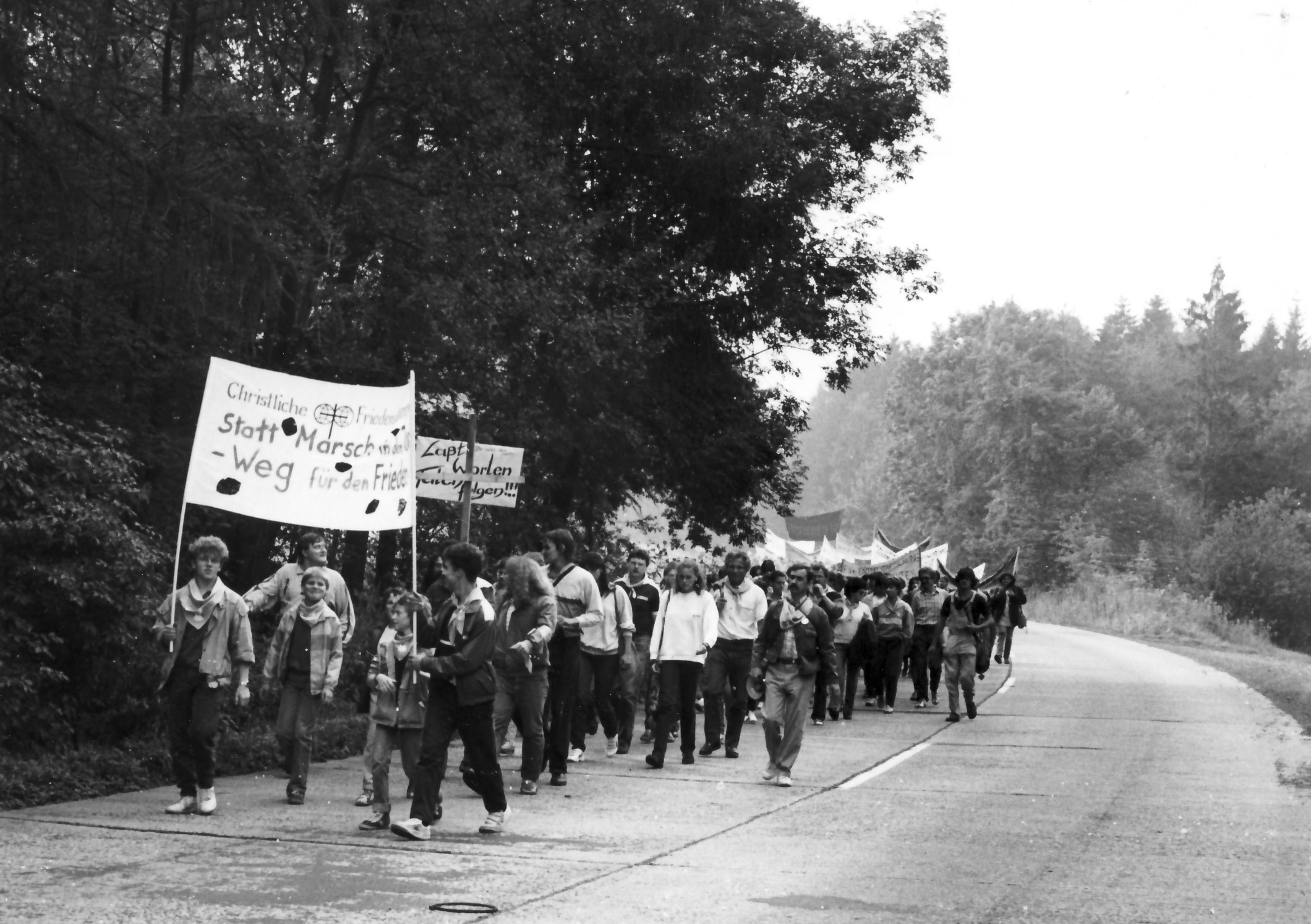
Von der CFK Thüringen organisierter Demonstrationszug des Olof-Palme-Friedensmarsches am 19. September 1987 vom KZ Buchenwald nach Kapellendorf

Der Olof-Palme-Friedensmarsch war eine von Organisationen aus der Bundesrepublik Deutschland, der Deutschen Demokratischen Republik und der Tschechoslowakei organisierte Friedensdemonstration. Der Marsch setzte sich aus mehreren Pilgerwegen zusammen, die vom 1. bis zum 18. bzw. 19. September 1987 quer durch die DDR führten und an denen sich auch Gruppen der politischen Opposition in der DDR legal beteiligen konnten.
Namensgeber des Marsches war der ehemalige schwedische Ministerpräsident Olof Palme, der am 28. Februar 1986 ermordet worden war. Palme hatte sich angesichts des Wettrüstens zwischen Ost und West für einen atomwaffenfreien Korridor in Mitteleuropa ausgesprochen.

## Vorgeschichte
Initiiert wurde der Friedensmarsch von der Deutschen Friedensgesellschaft – Vereinigte KriegsdienstgegnerInnen in der Bundesrepublik, dem Friedensrat der DDR und dem Friedenskomitee der Tschechoslowakei. Neben staatlichen Vertretern der Friedensbewegung wurde es auf Drängen der westdeutschen Mitinitiatoren auch dem Bund der Evangelischen Kirchen in der DDR gestattet, an dem Friedensmarsch teilzunehmen. Der Marsch war bereits im Frühjahr 1987 im Neuen Deutschland angekündigt worden und fiel mit dem Besuch Erich Honeckers in der Bundesrepublik vom 7. bis 11. September 1987 zusammen.

## Ablauf

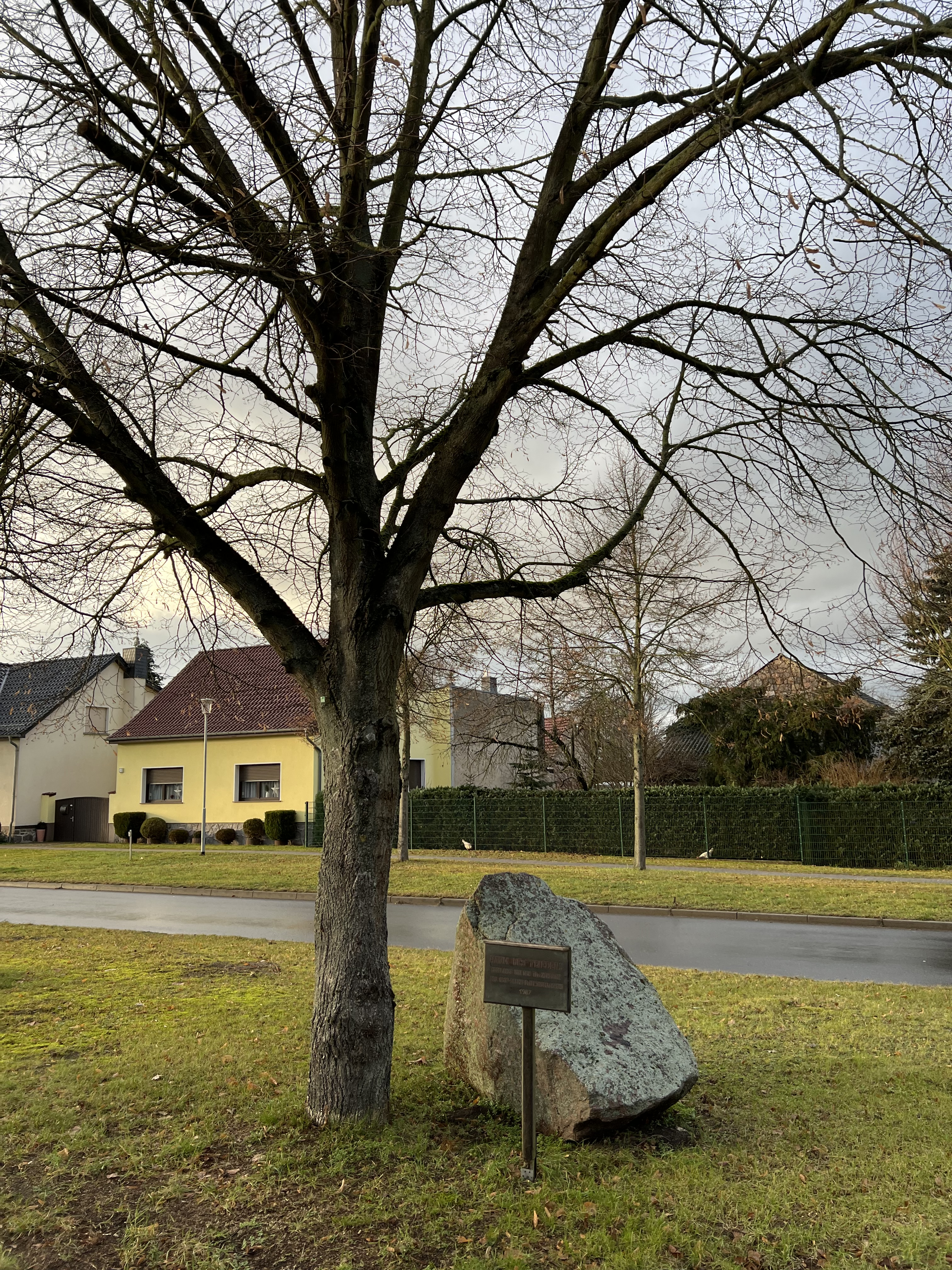
Von Teilnehmenden des Marsches gepflanzter "Baum des Friedens" in Grüneberg

Der Friedensmarsch startete am 1. September am Olof-Palme-Platz in Stralsund und führte unter anderem über Burow, Potsdam, Wittenberg und Meißen nach Dresden. Parallel dazu fanden an verschiedenen Orten eigenständige Veranstaltungen statt, die zumeist von der Evangelischen Kirche organisiert wurden. Am 5. September nahmen an einer Demonstration im Berliner Bezirk Prenzlauer Berg, die von der Zionskirche zur Gethsemanekirche führte, rund 1000 Menschen teil.
Der Höhepunkt war ein auf Anregung von Aktion Sühnezeichen durchgeführter mehrtägiger Pilgerweg von der Mahn- und Gedenkstätte Ravensbrück zur Gedenkstätte Sachsenhausen. Die Route erinnerte an den Todesmarsch von KZ-Häftlingen 1945. Die Teilnehmer des Friedensmarsches wurden in den einzelnen Ortschaften von Bürgermeister und Pfarrer begrüßt. Nach dem Friedensgebet in der Kirche pflanzten staatliche und oppositionelle Teilnehmer gemeinsam den „Friedensbaum“. Auf dem Pilgerweg wurden Transparente mit dem Symbol der Friedensbewegung Schwerter zu Pflugscharen und friedenspolitischen Forderungen nach einem Sozialen Friedensdienst für Kriegsdienstverweigerer oder dem Ende der militärischen Indoktrinierung in Kindergärten und Schulen, aber auch mit innenpolitischen Losungen beispielsweise gegen Atomkraftwerke oder die DDR-Abgrenzungspolitik mitgeführt.
Auf der zeitlich letzten Wegstrecke am 19. September von der Nationalen Mahn- und Gedenkstätte Buchenwald bis zum Evangelischen Gemeindezentrum „Thomas Müntzer“ in Kapellendorf liefen etwa 500 Teilnehmer, zu denen auch die spätere thüringische Ministerpräsidentin Christine Lieberknecht gehörte. Die Pfarrer von der Herderkirche in Weimar sowie von Denstedt begrüßten die Friedenspilger auf ihrem Weg, die Transparente und Friedenslosungen trugen, auf denen innenpolitische Forderungen, aber vor allem die Forderung nach einem chemie- und atomwaffenfreien Korridor in Europa nach Palmes und Honeckers Vorstellungen standen. Dieser Marsch wurde von der staatsnahen Christlichen Friedenskonferenz (CFK) Thüringen unter der Leitung des evangelischen Pfarrers und Inoffiziellen Mitarbeiters des Ministeriums für Staatssicherheit (MfS) Peter Franz organisiert. 
Unabhängige oppositionelle Gruppen aus Jena, Weimar und Erfurt beteiligten sich an dem Weimarer Marsch mit einer Vielzahl von Transparenten wie „Für Entmilitarisierung des Schulunterrichtes“, „Doch - Wir brauchen neue Tapete“, „Gitarren statt Knarren“, „Glasnost“. Einige Teilnehmer lösten sich von der offiziell vorgegebenen Route und liefen über den Marktplatz am Weimarer Rathaus vorbei, um eine Begegnung mit dem Weimarer Oberbürgermeister herbeizuführen, was nicht gelang. Das MfS hielt den gesamten Marsch in Weimar fotodokumentarisch zum Zweck der Auswertung und Identifizierung der Teilnehmer fest. Eine bundesdeutsche Delegation aus Trier und Journalisten aus dem Westen Deutschlands, die gerade in Weimar weilte, um einen Städtepartnerschaftsvertrag zu unterzeichnen, nahmen von der außergewöhnlichen Veranstaltung keine Notiz, weil es den Organisatoren offensichtlich gelungen war, sie auf einem Ausflug in den entscheidenden Stunden von der Stadt fernzuhalten.

## Politische Bedeutung
Viele Oppositionelle erhofften sich nach dem Friedensmarsch einen liberaleren Umgang mit Demonstranten durch die SED. Waren frühere Demonstrationen stets gewaltsam beendet worden, ging die DDR während des Friedensmarsches nur selten gegen die Oppositionellen vor. Jedoch bestätigten sich bald die Befürchtungen, dass vor allem der Besuch Honeckers in Bonn dazu geführt hatte, dass die SED-Führung die Demonstranten gewähren ließ. Rund zwei Monate nach dem Friedensmarsch machte die Stasi-Razzia in der Berliner Umwelt-Bibliothek deutlich, dass von einer neuen Freiheit für die Opposition in der DDR keine Rede sein konnte.
Der tschechische Autor Jaroslav Rudiš führt in seinem Roman Vom Ende des Punks in Helsinki die Lebenswege eines Punkmädchens aus der ČSSR und die Geschichte von ein paar verzweifelten Punk-Fans aus der DDR bei einem Konzert der Band Die Toten Hosen zusammen, das im Rahmen des Olof-Palme-Friedensfestivals am 15. September 1987 in Pilsen stattfand. Rudiš erinnert sich „an dieses Surren“, das damals in Erwartung des Konzerts unter den Jugendlichen im halben Ostblock zu vernehmen gewesen sei, es sei ein historischer Moment gewesen, wie die Jugend aus der DDR, der ČSSR, aus Ungarn, Polen und „ein Haufen Punks aus dem kapitalistischen West Germany Seite an Seite gegen die Autoritäten gekämpft hätten.“